# سياران كيلي
سياران كيلي (بالإنجليزية: Ciaran Kelly)‏ هو لاعب كرة قدم أيرلندي، ولد في 14 مارس 1980 في Castlebar ‏ في جمهورية أيرلندا. لعب مع ديري سيتي ونادي سليغو روفرز.

## وصلات خارجية
- سياران كيلي على موقع قاعدة بيانات كرة القدم.إي يو (الإنجليزية)
- سياران كيلي على موقع Soccerway.com (الإنجليزية)